# Vega de Infanzones (kommun)
Vega de Infanzones är en kommun i Spanien.   Den ligger i provinsen Provincia de León och regionen Kastilien och Leon, i den norra delen av landet, 270 km nordväst om huvudstaden Madrid. Antalet invånare är 925.